# Karol G
Carolina Giraldo Navarro (Medellín, 14 februari 1991), artiestennaam voor Karol G, is een Colombiaanse reggaeton-zangeres en songwriter.  Ze staat bekend als een prominente vrouwelijke aanwezigheid in de reggaeton-scene. In 2018 won ze de Latin Grammy Award voor beste nieuwe artiest en werd ze genomineerd voor verschillende Billboard Latin Music Awards en Premios Lo Nuestro-prijzen.

## Biografie

### 1991-2018: Doorbraak; Unstoppable
Ze werd geboren en getogen in Medellín en lanceerde haar carrière als tiener. Ze verscheen in de Colombiaanse spin-off van The X Factor. Ze verhuisde in 2014 naar New York om meer te leren over de muziekindustrie en tekende bij Universal Music Latino. Haar samenwerking met de Puerto Ricaanse zanger / rapper Bad Bunny "Ahora Me Llama" diende als haar doorbraakhit en werd de eerste single van haar debuutalbum Unstoppable, uitgebracht in 2017. Eind 2018 werd haar nummer "Secreto" een hit in Latijns-Amerika toen zij en Anuel AA hun relatie publiekelijk bevestigden in de videoclip.

### 2019-2021: Ocean & KG0516
In juli 2019 bracht ze "China" uit in samenwerking met Anuel AA, J Balvin, Daddy Yankee en Ozuna, wat haar eerste videoclip werd met meer dan een miljard views op YouTube. In mei 2019 bracht ze het album Ocean uit, waar ze een negental singles van uitbracht, waaronder samenwerkingen met Maluma en J Balvin. 
Haar lied "Tusa" met de Amerikaanse rapper Nicki Minaj werd een wereldwijd succes en werd 10x platina gecertificeerd door de RIAA 's Latin-divisie, en bleef 25 weken op de Billboard Hot Latin Songs-hitlijst staan. Het nummer haalde de nummer 1 in 17 landen, vooral in Latijns-Amerika. De single werd ook haar eerste radiohit in België. In april 2020 bracht ze de single "Follow" uit, volledig opgenomen in quarantaine vanwege de coronapandemie. In mei 2020 zong ze mee op het nummer 'X', van de Jonas Brothers.
In april 2021 werd haar derde studioalbum KG0516 uitgebracht. Ze verkreeg hiervoor een Grammy 
nominatie in de categorie Best Musica Urbana Album. In augustus 2021 bracht Karol G. een nummer uit met de Nederlandse DJ Tiësto genaamd 'Don't Be Shy'. Dit is de eerste track waarop de zangeres Engels zingt. 

### 2022-nu: Mañana Será Bonito
In april 2022 kwam Karol G opnieuw met nieuw materiaal. De single Provenza kwam uit, als eerste single van het album Mañana Será Bonito. De single topte de hitlijsten in meer dan 15 Latijns-Amerikaanse hitlijsten. Karol G bracht ook een samenwerking uit met Shakira genaamd TQG. Mañana Será Bonito kwam uit op 24 februari 2023, en was goed voor twee Latin Grammy Awards en één Grammy Award. Haar eerste Grammy in haar carrière. Met het album geeft de zangeres een vijtigtal shows in Amerika en Europa. 
Met Si Antes Te Hubiera Conocido scoorde Karol G in 2024 haar eerste solo-notering in de Nederlandse en Belgische hitlijsten. 

## Discografie

### Albums
- Unstoppable (2017)
- Ocean (2019)
- KG0516 (2021)
- Mañana Será Bonito (2023)
- Tropicoqueta (2025)

### Singles
| Single                                                                          | Jaar | Album                         | Hitlijsten | Hitlijsten | Hitlijsten | Hitlijsten | Hitlijsten | Hitlijsten | Hitlijsten | Hitlijsten |
| Single                                                                          | Jaar | Album                         | BE (VL)    | BE (WA)    | NL         | FRA        | VS         | SPA        | COL        |            |
| Single                                                                          | Jaar | Album                         | Piek       | Piek       | Piek       | Piek       | Piek       | Piek       | Piek       |            |
| ------------------------------------------------------------------------------- | ---- | ----------------------------- | ---------- | ---------- | ---------- | ---------- | ---------- | ---------- | ---------- | ---------- |
| "Casi Nada"                                                                     | 2016 | Unstoppable                   | —          | —          | —          | —          | —          | 90         | —          |            |
| "Hello" (met Ozuna)                                                             | 2016 | Unstoppable                   | —          | —          | —          | —          | —          | —          | —          |            |
| "Ahora Me Llama" (met Bad Bunny)                                                | 2017 | Unstoppable                   | —          | —          | —          | —          | —          | 22         | —          |            |
| "Eres Mi Todo"                                                                  | 2017 | Unstoppable                   | —          | —          | —          | —          | —          | —          | —          |            |
| "Mi Mala" (solo of remix van Mau y Ricky)                                       | 2018 | Para Aventuras y Curiosidades | —          | —          | —          | —          | —          | 57         | 68         |            |
| "Pineapple"                                                                     | 2018 | Ocean                         | —          | —          | —          | —          | —          | 59         | 57         |            |
| "Mi Cama" (met J Balvin & Nicky Jam)                                            | 2018 | Ocean                         | —          | —          | —          | —          | 105        | 5          | 10         |            |
| "Culpables" (met Anuel AA)                                                      | 2018 | Ocean                         | —          | —          | —          | —          | 117        | 19         | 32         |            |
| "Créeme" (met Maluma)                                                           | 2018 | Ocean                         | —          | —          | —          | —          | 120        | 33         | 25         |            |
| "Secreto" (met Anuel AA)                                                        | 2019 | -                             | —          | —          | —          | —          | 68         | 5          | 1          |            |
| "Punto G"                                                                       | 2019 | Ocean                         | —          | —          | —          | —          | —          | 83         | 33         |            |
| "Ocean"                                                                         | 2019 | Ocean                         | —          | —          | —          | —          | —          | —          | 25         |            |
| "Love With a Quality " (met Damien Marley)                                      | 2019 | Ocean                         | —          | —          | —          | —          | —          | 75         | —          |            |
| "China" (met Ozuna, Daddy Yankee, J Balvin en Anuel AA)                         | 2019 | Emmanuel (Anuel AA)           | 54         | 57         | 27         | 47         | 43         | 1          | 1          |            |
| "Tusa" (met Nicki Minaj)                                                        | 2019 | KG0516                        | 57         | 56         | —          | 7          | 42         | 1          | 1          |            |
| "X" (Jonas Brothers)                                                            | 2020 | XV                            | 19         | 59         | 38         | —          | 33         | —          | —          |            |
| "Ay, Dios Mio!"                                                                 | 2020 | KG0516                        | —          | —          | —          | —          | 94         | 3          | —          |            |
| "Bichota"                                                                       | 2020 | KG0516                        | —          | —          | —          | —          | 72         | 4          | 2          |            |
| "Location" (met J Balvin & Anuel AA)                                            | 2021 | KG0516                        | —          | —          | —          | —          | —          | 13         | 9          |            |
| "El Makinon"                                                                    | 2021 | KG0516                        | —          | —          | —          | —          | —          | 6          | 2          |            |
| "El Barco"                                                                      | 2021 | KG0516                        | —          | —          | —          | —          | —          | 51         | 19         |            |
| "200 Copas"                                                                     | 2021 | KG0516                        | —          | —          | —          | —          | —          | —          | —          |            |
| "Mamiii" (met Becky G)                                                          | 2022 | Esquemas (Becky G)            | —          | —          | —          | —          | 15         | 1          | 1          |            |
| "Provenza"                                                                      | 2022 | Mañana Será Bonito            | —          | —          | —          | —          | 25         | 2          | 1          |            |
| "Gatúbela"                                                                      | 2022 | Mañana Será Bonito            | —          | —          | —          | —          | —          | 17         | 1          |            |
| "X Si Volvemos"                                                                 | 2023 | Mañana Será Bonito            | —          | —          | —          | —          | 48         | 9          | 6          |            |
| "TQG" (met Shakira)                                                             | 2023 | Mañana Será Bonito            | —          | —          | —          | 30         | 7          | 1          | 1          |            |
| "Mientas Me Curo del Cora"                                                      | 2023 | Mañana Será Bonito            | —          | —          | —          | —          | 68         | 23         | 3          |            |
| "Amargura"                                                                      | 2023 | Mañana Será Bonito            | —          | —          | —          | —          | 85         | 16         | 1          |            |
| "Contigo" (met Tiësto)                                                          | 2024 | -                             | —          | —          | —          | —          | 61         | 7          | 7          |            |
| "Si antes te hubiera conocido"                                                  | 2024 | Tropicoqueta                  | 6          | 2          | 7          | 16         | 32         | 1          | 1          |            |
| "+57" (met Feid ft. Ovy on the Drums, J Balvin, Maluma, Ryan Castro and Blessd) | 2024 | n.n.b.                        | —          | —          | —          | —          | 62         | 4          | 1          |            |